# Carcinidae
Famille
Les Carcinidae sont une famille de crabes. 
Selon World Register of Marine Species (7 février 2021), elle comporte 6 genres actuels répartis dans 4 sous-familles. 

## Taxinomie
Cette famille était auparavant considérée comme une sous-famille des Portunidae.
Dans certaines classifications, elle est considérée comme obsolète et remplacée par les Portunidae. 

## Liste des sous-familles et genres
Sous-famille Carcininae MacLeay, 1838
- Carcinus Leach, 1814 [in Leach, 1813-1815]

Sous-famille  Parathranitiinae Spiridonov, 2020
- Parathranites Miers, 1886

Sous-famille Pirimelinae Alcock, 1899
- Pirimela Leach, 1816 [in Leach, 1815-1875]
- Sirpus Gordon, 1953

Sous-famille Platyonichinae Dana, 1851
- Portumnus Leach, 1814 [in Leach, 1813-1815]
- Xaiva MacLeay, 1838

## Référence
- MacLeay, 1838 : On the brachyurous decapod Crustacea brought from the Cape by Dr. Smith. in Illustrations of the Annulosa of South Africa; being a portion of the objects of natural history chiefly collected during an expedition into the interior of South Africa, under the direction of Dr. Andrew Smith, in the years 1834, 1835. and 1836; fitted out by “The Cape of Good Hope Association for Exploring Central Africa”. p. 53–71.

## Source
- De Grave et al., 2009 : A classification of living and fossil genera of decapod crustaceans. Raffles Bulletin of Zoology, 2009, vol. 21, p. 1-109 (texte original)